# 1946年王政廃止に関するイタリアの国民投票
1946年王政廃止に関するイタリアの国民投票（1946ねんおうせいはいしにかんするイタリアのこくみんとうひょう、イタリア語: il referendum istituzionale del 2 giugno 1946）は、王制の廃止を問うイタリア王国の国民投票である。1946年6月2日に施行された。

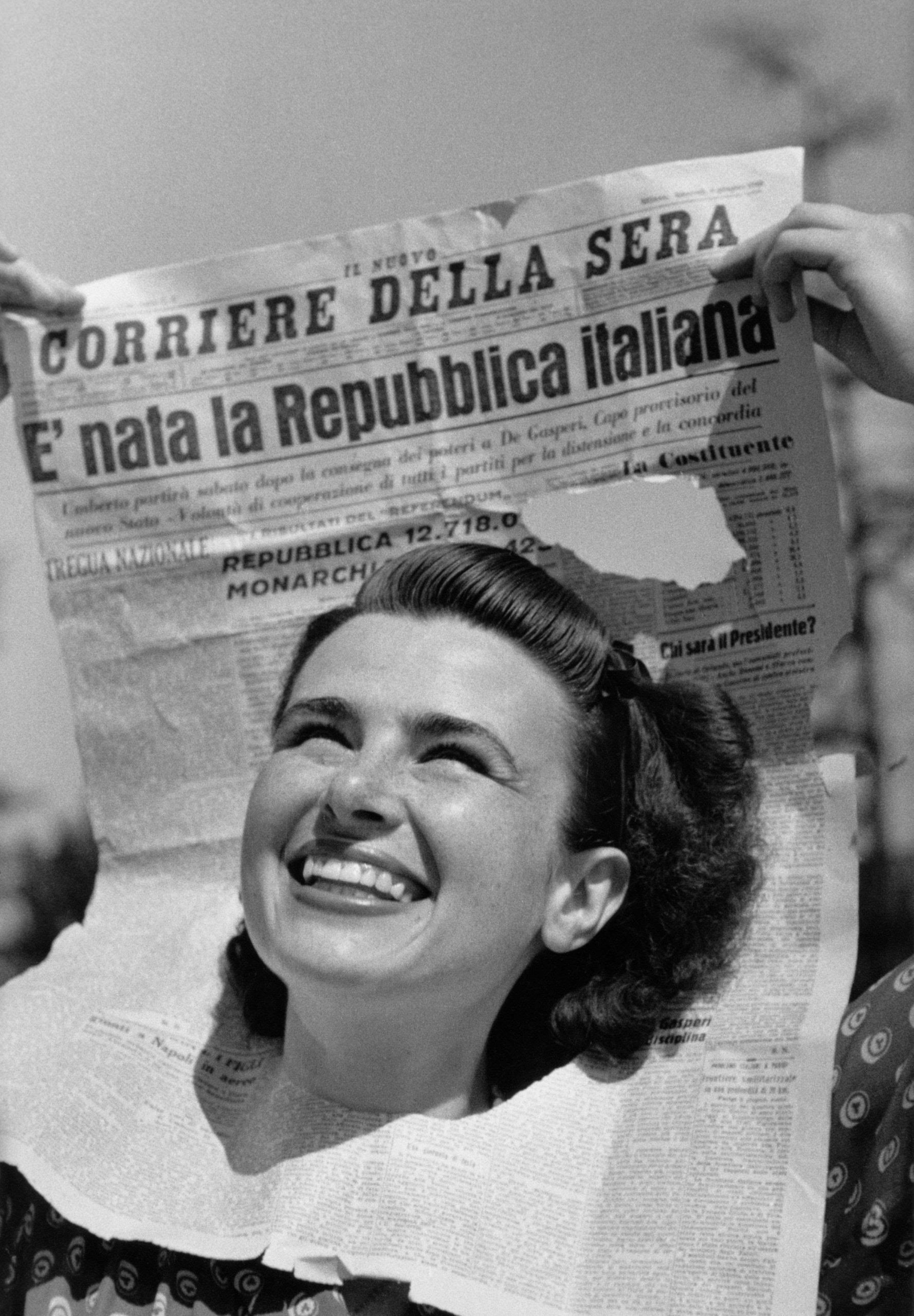
選挙結果（共和国誕生）を報じる新聞から顔を出すAnna Iberti。イタリアの新時代を象徴する写真の一枚。

## 概要
ベニート・ムッソリーニ率いるファシスト政権が連合軍に降伏し、臨時政府・国民解放委員会（CLN）が発足した。CLNに参加したキリスト教民主主義（DC）、イタリア社会党（PSI）、イタリア共産党（PCI）、自由党（LP）、労働民主党（LDP）、行動党（AP）はファシスト政権の清算に取り組んだ。
PSIやPCIを中心とする左派勢力はサヴォイア家がファシストへ協力したと批判し、王制廃止を主張した。
王制廃止論は、反ファシストの世論の流れを受けてCLN内でも議論され、王制の是非を問う国民投票を実施することを決定した。
DCを中心とする右派グループも党執行部は王制廃止で固まったものの、一般のDC支持者には王制存続を支持する者も多く、党方針をどちらに決定した場合でも党の支持基盤が崩れる可能性があった。そのため、DCは明確な立場を示さなかった。
この国民投票により、1861年3月17日のリソルジメントによって成立したイタリア王国は崩壊し、民主共和制国家のイタリア共和国が成立した。

## 降伏とイタリアの分裂
1943年7月24日のファシスト党内のクーデターによりムッソリーニ政権は崩壊した。しかし国王ヴィットーリオ・エマヌエーレ3世は依然として戦争継続を訴え、後任の首相に就いたアディスアベバ公ピエトロ・バドリオも、水面下では連合国との講和交渉を進めてはいたものの、公には戦争継続を表明していた。しかし秘密裏に休戦協定が成立して5日後の1943年9月8日、連合軍はイタリア側の了承なしにイタリアの無条件降伏を発表。これを受け、かねてからバドリオを警戒していたドイツは、ブレンナー峠に集結させていた軍をイタリア領に侵攻させた。結果、王室と内閣は南部ブリンディジに逃れ、ローマを含めた北中部にドイツの後押しを受けたイタリア社会共和国（RSI）が成立。軍の大半がRSIに流れ、イタリアは分裂した。

## 投票前の動き
投票に先立ち、既に実権を摂政ウンベルト王子に譲っていた国王ヴィットーリオ・エマヌエーレ3世は1946年5月9日付で退位しムハンマド・アリー朝エジプトに亡命した。ウンベルトは直ちにウンベルト2世として即位すると共に、政体の選択については国民の自由な意志に従うと表明した。

## 投票結果

国民投票の州別結果。青に近いほど共和制支持、赤に近いほど王制支持

| 1946年王政廃止に関するイタリアの国民投票 | 1946年王政廃止に関するイタリアの国民投票 | 1946年王政廃止に関するイタリアの国民投票 |
| 賛 否                                    | 得票数                                   | 得票率                                   |
| ---------------------------------------- | ---------------------------------------- | ---------------------------------------- |
| 賛成（共和制）                           | 12,718,641                               | 54.27%                                   |
| 反対（王制）                             | 10,718,502                               | 45.73%                                   |
| 総計                                     | 23,437,143                               | 100.0%                                   |
| 有効票数（有効率）                       | 23,437,143                               | 93.95%                                   |
| 無効票数（無効率）                       | 1,509,735                                | 6.05%                                    |
| 投票者数（投票率）                       | 24,946,878                               | 89.08%                                   |
| 棄権者数（棄権率）                       | 3,058,571                                | 10.92%                                   |
| 有権者数                                 | 28,005,449                               | 100.0%                                   |
| 出典: Official Gazzette                  |                                          |                                          |

### 地域別投票結果
選挙の結果、共和制支持が多数派を占めた。しかし地域別で見た場合、北部では共和制支持が、首都ローマより南部では王政支持が多数派を占める結果となった。
ユーゴスラビアとの間で帰属を争っていたザーラとトリエステ、ドイツ語話者が多くオーストリアへの帰属を求めていた南ティロルでは、投票は実施されなかった。
| 地区                           | 地区               | 県                                                                                  | 賛成（共和制） | 賛成（共和制） | 反対（王制） | 反対（王制） | 投票者数   | 投票率 |
| 地区                           | 地区               | 県                                                                                  | 得票数         | 得票率         | 得票数       | 得票率       | 投票者数   | 投票率 |
| ------------------------------ | ------------------ | ----------------------------------------------------------------------------------- | -------------- | -------------- | ------------ | ------------ | ---------- | ------ |
|                                | ヴァッレ・ダオスタ | アオスタ県                                                                          | 28,516         | 63.47          | 16,411       | 36.53        | 50,946     | 84.00  |
|                                | トリノ             | トリノ県 • ノヴァーラ県 • ヴェルチェッリ県                                          | 803,191        | 59.90          | 537,693      | 40.10        | 1,426,036  | 91.12  |
|                                | クーネオ           | クーネオ県 • アレッサンドリア県 • アスティ県                                        | 412,666        | 51.93          | 381,977      | 48.07        | 867,945    | 89.75  |
|                                | ジェノヴァ         | ジェノヴァ県 • インペリア県 • ラ・スペツィア県 • サヴォーナ県                       | 633,821        | 69.05          | 284,116      | 30.95        | 960,214    | 85.62  |
|                                | ミラノ             | ミラノ県 • パヴィーア県                                                             | 1,152,832      | 68.01          | 542,141      | 31.99        | 1,776,444  | 90.31  |
|                                | コモ               | コモ県 • ソンドリオ県 • ヴァレーゼ県                                                | 422,557        | 63.59          | 241,924      | 36.41        | 715,755    | 90.98  |
|                                | ブレシア           | ブレシア県 • ベルガモ県                                                             | 404,719        | 53.84          | 346,995      | 46.16        | 805,808    | 91.67  |
|                                | マントヴァ         | マントヴァ県 • クレモナ県                                                           | 304,472        | 67.19          | 148,668      | 32.81        | 486,354    | 93.83  |
|                                | トレント           | トレント県                                                                          | 192,123        | 85.00          | 33,903       | 15.00        | 238,198    | 91.04  |
|                                | ヴェローナ         | ヴェローナ県 • パドヴァ県 • ロヴィーゴ県 • ヴィチェンツァ県                         | 648,137        | 56.24          | 504,405      | 43.76        | 1,258,804  | 92.22  |
|                                | ヴェネツィア       | ヴェネツィア県 • トレヴィーゾ県                                                     | 403,424        | 61.52          | 252,346      | 38.48        | 712,475    | 91.49  |
|                                | ウーディネ         | ウーディネ県 • ベッルーノ県                                                         | 339,858        | 63.07          | 199,019      | 36.93        | 592,463    | 88.51  |
|                                | ボローニャ         | ボローニャ県 • フェラーラ県 • フォルリ＝チェゼーナ県 • ラヴェンナ県                 | 880,463        | 80.46          | 213,861      | 19.54        | 1,151,376  | 92.40  |
|                                | パルマ             | パルマ県 • モデナ県 • ピアチェンツァ県 • レッジョ・エミリア県                       | 646,214        | 72.78          | 241,663      | 27.22        | 955,660    | 92.58  |
|                                | フィレンツェ       | フィレンツェ県 • ピストイア県                                                       | 487,039        | 71.58          | 193,414      | 28.42        | 723,028    | 92.08  |
|                                | ピサ               | ピサ県 • リヴォルノ県 • ルッカ県 • マッサ＝カッラーラ県                             | 456,005        | 70.12          | 194,299      | 29.88        | 703,016    | 89.99  |
|                                | シエーナ           | シエーナ県 • アレッツォ県 • グロッセート県                                          | 338,039        | 73.84          | 119,779      | 26.16        | 487,485    | 92.72  |
|                                | アンコーナ         | アンコーナ県 • アスコリ・ピチェーノ県 • マチェラータ県 • ペーザロ・エ・ウルビーノ県 | 499,566        | 70.12          | 212,925      | 29.88        | 759,011    | 91.65  |
|                                | ペルージャ         | ペルージャ県 • テルニ県 • リエーティ県                                              | 336,641        | 66.70          | 168,103      | 33.30        | 538,136    | 90.26  |
|                                | ローマ             | ローマ県 • フロジノーネ県 • ラティーナ県 • ヴィテルボ県                             | 711,260        | 48.99          | 740,546      | 51.01        | 1,510,656  | 84.07  |
|                                | ラクイラ           | ラクイラ県 • キエーティ県 • ペスカーラ県 • テーラモ県                               | 286,291        | 46.78          | 325,701      | 53.22        | 648,932    | 87.61  |
|                                | ベネヴェント       | ベネヴェント県 • カンポバッソ県                                                     | 103,900        | 30.06          | 241,768      | 69.94        | 369,616    | 88.82  |
|                                | ナポリ             | ナポリ県 • カゼルタ県                                                               | 241,973        | 21.12          | 903,651      | 78.88        | 1,207,906  | 84.77  |
|                                | サレルノ           | サレルノ県 • アヴェッリーノ県                                                       | 153,978        | 27.09          | 414,521      | 72.91        | 607,530    | 88.05  |
|                                | バーリ             | バーリ県 • フォッジャ県                                                             | 320,405        | 38.51          | 511,596      | 61.49        | 865,951    | 90.15  |
|                                | レッチェ           | レッチェ県 • ブリンディジ県 • ターラント県                                          | 147,346        | 24.70          | 449,253      | 75.30        | 630,987    | 90.04  |
|                                | ポテンツァ         | ポテンツァ県 • マテーラ県                                                           | 108,289        | 40.61          | 158,345      | 59.39        | 286,575    | 88.70  |
|                                | カタンザーロ       | カタンザーロ県 • コゼンツァ県 • レッジョ・カラブリア県                              | 338,959        | 39.72          | 514,344      | 60.28        | 900,635    | 85.56  |
|                                | カターニア         | カターニア県 • エンナ県 • メッシーナ県 • ラグーザ県 • シラクーザ県                  | 329,874        | 31.76          | 708,874      | 68.24        | 1,107,524  | 85.28  |
|                                | パレルモ           | パレルモ県 • アグリジェント県 • カルタニッセッタ県 • トラーパニ県                   | 379,871        | 38.98          | 594,686      | 61.02        | 1,032,102  | 85.77  |
|                                | カリャリ           | カリャリ県 • ヌーオロ県 • サッサリ県                                                | 206,192        | 39.07          | 321,555      | 60.93        | 569,574    | 85.91  |
|                                | 全国計             | 全国計                                                                              | 12,718,641     | 54.27          | 10,718,502   | 45.73        | 24,946,878 | 89.08  |
| 出典：Ministry of the Interior |                    |                                                                                     |                |                |              |              |            |        |

## 投票後の動き
投票結果を受けて、ウンベルト2世はザーラ、トリエステ、南ティロルの住民や国外で捕虜として抑留されている者が投票に参加出来なかったこと、また法務大臣パルミーロ・トリアッティが選挙干渉を行ったことなどを理由に、破棄院（最高裁判所）に異議申立てを行ったが、破棄院は6月18日これを棄却する判決を下した。
南イタリアは保守的な地域でナポリでは住民の約80%が王政廃止に反対票を投じたが、国王ウンベルト2世は王政存続の戦いのため南イタリアに逃れるのではないかと噂をされたほどだった。全国の選挙結果が発表され王政廃止が決まると、ナポリの右翼団体が暴動を起こし治安当局との間で流血沙汰になった（メディナ事件）。
6月12日、臨時政府は破棄院の判決を待たずに王政を廃止して共和制に移行することを決定。ウンベルト2世は廃位され、サヴォイア家ともども国外追放処分となった。翌13日、ウンベルト2世は「癒しがたい痛みを伴うものであるが、余はその義務を果たすべく、この地を去るものである」との声明を残してポルトガルへ亡命した。国王廃位とともにあらたな国家元首を決めなければならなくなったため、当座は首相のアルチーデ・デ・ガスペリが暫定国家元首を代行するかたちで事務を引き継ぎ、28日に招集された制憲議会においてエンリコ・デ・ニコラが暫定国家元首に選出された。デ・ニコラはその去就に三日三晩逡巡するが、7月1日になってついに就任を受諾した。この両者のリーダーシップのもとで制憲議会はイタリア共和国憲法を制定、翌1947年12月27日に公布された。そして年明けの1948年1月1日の施行をもってイタリア共和国が成立、ここにデ・ニコラは正式に共和国大統領として宣誓就任式を行った。
イタリア共和国憲法は、その第139条に「共和政体は憲法改正の対象とはならない」ことが明記されており、これで王政復古の動きは完全に封じ込められることになった。またそれまでイタリア王国の国旗や国章の意匠として使用されていたサヴォイア家の「盾十字」の紋章も除かれ、共和国旗は簡明な緑白赤の縦割三色旗となり、共和国章の方は一般公募で新たに五芒星と歯車にオリーブとナラの枝を組み合わせた斬新なデザインが採用され制定された。

サヴォイア家紋章
イタリア王国旗 (1861––46)
イタリア王国章 (1890–1929, 1944–46)
イタリア共和国旗 (1946– )
イタリア共和国章 (1948– )